# Ski
 For alternative betydninger, se Ski (flertydig).
Et par ski er to lange, flade brædder i træ eller glasfiber til at sætte fast på fødderne, for at fordele kropsvægten over et større areal, så personen, der bærer dem, ikke synker ned i dyb sne. I modsætning til snesko er ski lange og smalle med en glat underside, så glideeffekten kan udnyttes ned ad bakke. Forenden af skiene er bøjet opad, så de holder sig på sneoverfladen. Midt på skiens overside sidder skibindingen, der er en anordning til fastgørelse af en dertil indrettet støvle. Der er indenfor de senere år sket en stor udvikling af skibindingens form og metode til at fastholde foden på skien.
Ski havde i mange lande et praktisk formål som transportmiddel om vinteren (og bruges nu stadig sådan i mindre målestok), men den rekreative anvendelse på skiferier er efterhånden altoverskyggende.
Oprindeligt var ski lavet af stærkt, men smidigt træ, for eksempel asketræ, men i dag laves de næsten udelukkende af glasfiber eller kulfiber ofte med en kerne af træ, så skiene ikke knækker så let. Ski laves i flere udformninger, specielt designet til hver deres anvendelse, som f.eks. langrend og slalom.
Af ekstraudstyr anvendes ofte briller, hjelm og handsker. Der findes specialbutikker i Danmark, der kun sælger skiudstyr.
Mange mennesker vælger at tage til lande som f.eks. Sverige, Norge og Italien for at stå på ski, da der tit er meget sne, og terrænet er velegnet. Hvis man tager til udlandet for at stå på ski, er der ofte skiskoler, hvor man kan få undervisning i at stå på ski af professionelle instruktører. I Danmark findes en forening ved navn Dansk Skiforbund for skientusiaster eller bare mennesker med almindelig interesse for ski og skisport.

## Historie
Ordet 'ski' stammer enten af det gamle nordiske ord skið der betyder 'kløvet træstykke' eller skli som betyder 'glide'.
Det menes, at skien er opstået i Skandinavien og nordlige Rusland som en videreudvikling af sneskoen. Det ældste norske fund man har, er fra Drevja og er et ca. 65 cm langt stykke af en bagski. Drevja-fundet er vurderet til at være godt 5000 år gammelt.
Der findes svenske fund, der kan være ca. 500 år ældre endnu.
Der er også fundet helleristninger af skiløbere fra yngre stenalder. "Bølamanden" fra Nord-Trøndelag, Norge og "Rødøymanden" som er en ud af i alt 10 forskellige figurer fra Nordland, Norge.
I den nordiske mytologi er jættekvinden Skade gudinde for jagt og skiløb, og asen Ull skulle være en fremragende skiløber.
Der har gennem tiden været mange forskellige udformninger af ski. En populær version i det 18. og 19. århundrede er "Østerdalsskien". Her har man på den ene fod en langski på ca. 3 meter og den anden en "andor",der er ca. en meter kortere. Andoren bruges til at sparke sig frem med, mens man glider på langskien. Ofte blev andoren beklædt med skind på undersiden for at give øget friktion.
Oprindelig var skien et transportmiddel brugt til f.eks. jagt. Det er først i det 19. århundrede, at man begynder at bruge den til sport og leg. Det er især i Morgedal i Telemarken hvor "det moderne skiløbs fader" Sondre Norheim med sine udviklinger inden for udstyr og teknik gør skiløbet populært som fritidsinteresse. Norheim tilskrives udviklingen af 'hælbindingen', hvor en læderstrop bag om hælen gav betydelig bedre kontrol over skiene end hidtil, hvor kun skosnuden var hæftet til skien. Han gav også sine ski 'indsving' eller talje som de moderne carvingski for lettere at kunne svinge.
De tidligste optegnelser om ski brugt til militære formål er fra 1200-tallet under 'Slaget om Oslo', hvor spejdere gik på ski, når de skulle udspionere den svenske fjende.
Ordet 'slalom' stammer fra de gamle norske ord sla (hældning) og låm (spor). Oprindeligt brugt om den dengang almindelige ligeudkørsel ned ad bakkerne.

## Slalomski
Slalomski er helt plane bortset fra spidsen og bør behandles med glider, så friktionen minimeres. I forhold til langrendsski er slalomski ret korte og brede. Skiene har stålkanter, så man bremses, når kanten vendes mod kørselsretningen.
Nyere slalomski er såkaldte carving-ski, der er smallere midt på end nær enderne. Denne facon gør det nemmere at dreje, men skiene er ikke så retningsstabile som de traditionelle slalomski. Carvingskiene er nu den mest brugte type.
Skistøvlerne spændes fast på skiene, så hele foden sidder fast, og støvlerne er stive, så anklerne ikke kan bevæges.
Den nyeste form for skiløb kaldes freestyle ski, hvor man bl.a. roterer med ski på.

## Langrendsski
I modsætning til slalomski er langrendsski med spænd, hvilket vil sige, at den midterste del af skien ikke rører sneen, før der lægges ekstra vægt på den. Denne hævede zone kaldes fæstezonen, og her påføres skivoks, som fungerer som bremse, når skien trykkes ned. Skiens spænd skal være tilpasset skiløberens vægt, så fæstezonen er fri af sneen, når vægten er fordelt ligeligt på skiene, men er trykket ned, når hele kropsvægten er ovre på den ene ski. Generelt er skien længere end skiløberen er høj, men da der både findes ski med hårdt og blødt spænd uanset længden, er der ingen fast formel. Når det drejer sig om træski, kræves et større spænd end længere ski. Dette betyder også en længere fæstezone. Med moderne materialer er det muligt at lave ret korte ski med hårdt spænd og dermed en kort fæstezone.
I modsætning til slalomskistøvler er støvlerne til langrend kun fastgjort i spidsen, så hælen kan løftes, og foden har en vis bevægelsesfrihed.
Telemarkski ligner traditionelle slalomski, men er forsynede med bindinger til langrendsstøvler. Yderligere har telemarkski spænd. Spændet gør det muligt at gå op ad en bakke, hvilket ikke er muligt med slalomski da skiløberen i så fald ville glide baglæns.

## Ekstern henvisning
- Dansk Skiforbund
- Skienes historie